# 世田谷区立喜多見小学校
世田谷区立喜多見小学校（せたがやくりつ きたみしょうがっこう）は、東京都世田谷区喜多見3丁目にある区立小学校。

## 沿革
- 1971年（昭和46年）11月26日 - 起工式。
- 1972年（昭和47年）
  - 4月1日 - 喜多見小学校開校（於:砧小）。
  - 6月9日 - 喜多見小学校教材田協力会結成。
  - 7月1日 - PTA結成。第1回総会開催。
  - 10月2日 - 新校舎にて授業開始。この日を開校記念日と決定する。
  - 10月25日 - 開校式及び祝賀会挙行。校旗授受、校歌発表。
- 1976年（昭和51年）9月30日 - 創立5周年記念の集い開催。
- 1981年（昭和56年）
  - 3月10日 - 西側増築校舎竣工
  - 11月21日 - 創立10周年記念式典挙行し、祝賀会開催。
- 1986年（昭和61年）9月30日 - 創立15周年記念の集い開催。
- 1988年（昭和63年）3月21日 - 正門前及び校庭側校章設置。
- 1989年（平成元年）3月31日 - 保健室新設工事。
- 1991年（平成3年）10月5日 - 創立20周年記念式典挙行し、祝賀会開催。
- 1993年（平成5年）7月21日 - ガス暖房・管理棟冷房化工事。
- 1996年（平成8年）
  - 4月1日 - リサイター（生ゴミ処理機）設置。
  - 10月3日 - 創立25周年記念の集い及び記念式典挙行し、祝賀会開催。
- 1998年（平成10年）
  - 5月18日 - BOP開始。
  - 7月30日 - 校舎耐震工事完了。
- 1999年（平成11年）7月10日 - プール改修工事完了。
- 2000年（平成12年）9月26日 - 体育館改修工事完了
- 2001年（平成13年）10月6日 - 創立30周年記念式典挙行し、祝賀会開催。
- 2003年（平成15年）4月1日 - 新BOP室開設。
- 2004年（平成16年）
  - 9月30日 - 東トイレ改修工事完了。
  - 11月25日 - 校歌を校舎壁面に設置。
- 2005年（平成17年）7月10日 - 教育相談室改修工事完了。
- 2006年（平成18年）
  - 6月15日 - 教育活動支援プロジェクト立ち上げ（学習・読書・労作）。
  - 9月26日 - 創立35周年記念集会開催。
- 2007年（平成19年）
  - 5月 - 西門工事完了。
  - 8月31日 - 屋上改修工事完了。
  - 日付不明 - 全教室GHP冷暖房器設置。
  - 日付不明 - 全教室引き戸改修工事完了。
- 2008年（平成20年）1月31日 - スーパー給食実施。
- 2009年（平成21年）
  - 4月 - 給食民間委託開始。
  - 5月 - 学習支援プロジェクト「放課後寺子屋」立ち上げ。
- 2011年（平成23年）10月8日 - 創立40周年記念式典挙行し、祝賀会開催。
- 2017年（平成29年）9月 - 東校舎建て替え工事完了。
- 2020年（令和2年）
  - 2月16日 - 体育館空調器設置工事完了。
  - 9月30日 - 体育館改修工事完了。
- 2021年（令和3年）11月27日 - 創立50周年記念式典挙行し、祝賀会開催。

## 児童数
| 学年 | 1年 | 2年 | 3年 | 4年 | 5年 | 6年 | 特別支援 | 合計 |
| ---- | --- | --- | --- | --- | --- | --- | -------- | ---- |
| 学級 | 3   | 4   | 4   | 4   | 4   | 4   | -        | 23   |
| 児童 | 95  | 117 | 132 | 152 | 149 | 123 | -        | 768  |

- 2020年（令和2年）4月1日時点。

## 交通アクセス
- 東急バス「砧06」系統で、「喜多見小学校」停留所から、学校正門まで、徒歩約70m・約1分。
  - なお、「砧06」系統は、8時台までの運行で、それ以降は、予約制のデマンドバスとして運行される[1]。
- 東急バス「玉07」系統・小田急バス「玉07」系統で、「下宿」停留所より、学校正門まで、
  - のりばa（二子玉川駅行）から、徒歩約360m・約6分。
  - のりばb（成城学園前駅西口行）から、徒歩約310m・約5分。

## 学区
- 喜多見1丁目～5丁目・7丁目[2]

## 周辺
- 老人ホームSOMPOケアラヴィーレ成城南 - 世田谷区道をはさんで、敷地が隣接。
- 東名高速道路 - ただし、インターチェンジは近くには無く、東京ICを利用する。
- 世田谷区立喜多見東記念公園
- 野川